# غاوفين 1
غاوفين 1 (Gaofen 1) (بالصينية:高分一号;)هو القمر الصناعي الصيني لمراقبة الأرض بدقة عالية. تم إطلاق Gaofen-1 في 26 أبريل 2013 في تمام الساعة 4:13 بالتوقيت العالمي من مركز جيوغوان لإطلاق الأقمار الصناعية.

## وصلات خارجية
- (جريدة النهار) قمر لمراقبة الارض من الصين.
- (جريدة المستقبل) الصين تراقب الأرض.
- (جريدة البيان) قمر مراقبة للأرض لتفادي الكوارث.